# Hafenarbeiter

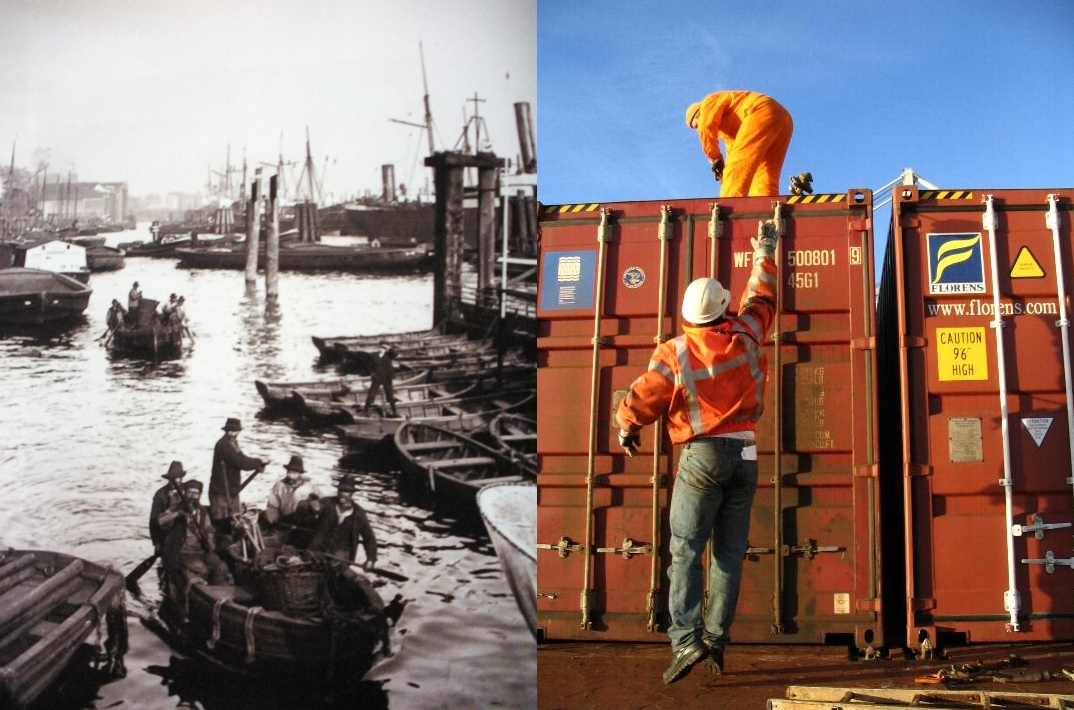
Hafenarbeiter 1892/2006.
Links Schauerleute bei der Rückkehr vom Kohlenumschlag im Hamburger Hafen; rechts Stauereiarbeiter beim Laschen an Bord eines Containerschiffs

Hafenarbeiter sind in Seehäfen oder größeren Binnenhäfen tätige Arbeiter. Ihre Arbeitsplätze sind Schiffe, Kaianlagen, Werften, Speicher, Containerabstellplätze und sonstige Freilager. Dabei sind sie oft an wechselnden Einsatzorten vor allem im Freien und im Schichtdienst tätig. Die Containerisierung, die ab 1950 einsetzte und die zur Folge hat, dass Schiffsfrachtverkehr heute fast ausschließlich über standardisierte Container abläuft, hat dabei das Berufsbild des Hafenarbeiters sowie die Zusammensetzung der Wohnbevölkerung in Hafennähe stark verändert.
Hafenarbeiter können heute verschiedene Ausbildungsberufe haben, sie waren und sind oft noch gelernte Handwerker in metall- und holzverarbeitenden Berufen, Schauerleute, Quartiersleute, Tallymann oder Ewerführer. Regional war auch der Begriff Pansenklopper gebräuchlich, entlang des Rheins auch Rheinkadetten. Seit 2006 gibt es den neuen Lehrberuf des Hafenschiffers. Es gibt aber auch viele Ungelernte, die sich als Hafenarbeiter verdingen.

## Moderner Hafenfacharbeiter

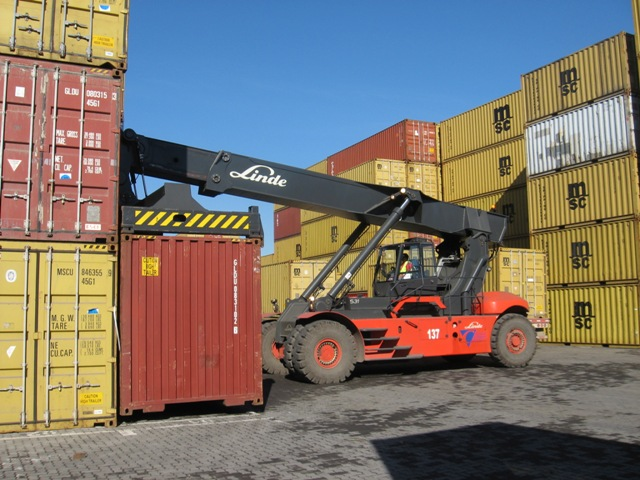
Wandel der Tätigkeiten im Hafen durch den Containerumschlag

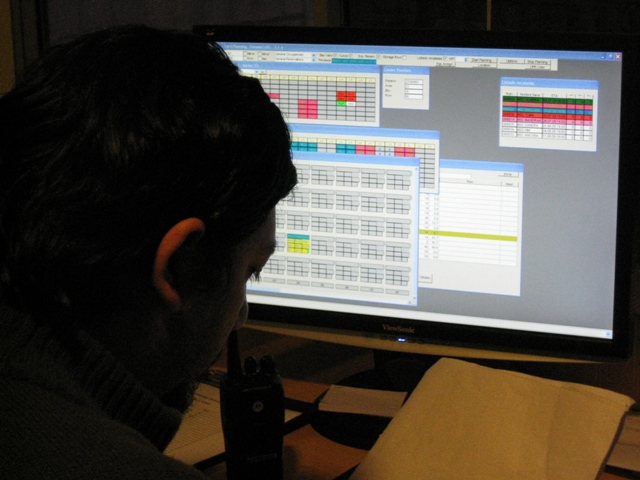
Wandel der Tätigkeiten im Hafen durch den Containerumschlag

Hafenfacharbeiter, neuerdings auch als „Fachkraft für Seehafenlogistik“ bezeichnet, haben eine spezielle Ausbildung zum Be- und Entladen von Schiffen beziehungsweise Lkw und Waggons im Hafen. Sie stauen oder löschen die Güter im Seeschiff entsprechend den Stauplänen und Positionen und lagern sie in gedeckten Lagern oder Freilagern unter Beachtung der Be- und Entladevorschriften. Dazu setzen und bedienen sie Schiffsladegeschirre, zum Beispiel verschiedene Flurförder- und Hebezeuge. International wird der Beruf Stevedore (aus dem portugiesischen estivador) genannt.
Seit Beginn der 1980er Jahre hat sich der Beruf des Hafenarbeiters, bedingt durch die Umstellungen im Seeverkehr auf Containerverladung, permanent verändert. Heute werden über 95 % aller Stückgüter im Seeverkehr in Containern verladen. Der Beladevorgang der Container mit Stückgut findet meistens nicht mehr in den Seehäfen statt. Dadurch hat sich der Beruf des Hafenarbeiters oder besser Hafenfacharbeiters zu einer technischen Tätigkeit gewandelt für die eine hohe Qualifikation notwendig ist. Das Führen der riesigen Flurförderfahrzeuge und der Containerkräne bedarf einer gründlichen Ausbildung und Einweisung, da der Arbeiter hier mit Geräten im Wert von mehreren Millionen Euro arbeitet. Zudem ist es notwendig, dass die Hafenfacharbeiter heute einen Einblick in die Logistik der Hafenwirtschaft erhalten, damit sie die Zusammenhänge der Tätigkeiten verstehen. Während früher der Vorarbeiter oder Schichtführer für Arbeitsfehler die Verantwortung trug, ist es heute Sache eines jeden Beteiligten Arbeiters sich für entstandene Fehler zu verantworten. Außerdem haben Hafenfacharbeiter heute auch Einblicke in die Funktionsweise und Benutzung von logistischer „Software“, die zur Steuerung und Kontrolle der Containerverladung und Lagerung eingesetzt wird.
Die Zunahme der Arbeitsverantwortung und Qualifikation spiegelt sich auch im hohen Niveau der gezahlten Löhne wider. Hafenarbeiter zählt heute zu den bestverdienenden Arbeitskräften in der Industrie.

## Persönliche Voraussetzungen
Für den Zugang zu den Tätigkeiten als Hafenarbeiter ist keine bestimmte Ausbildung vorgeschrieben. Es wurde früher jedoch besonders eine körperliche Belastbarkeit und eine handwerkliche Ausbildung erwartet oder gefordert. Gern gesehen sind wegen der wechselnden Arbeitsorte ein PKW-Führerschein und auch ein Gabelstapler-Führerschein. Je nach Arbeitsort können auch besondere körperliche Voraussetzungen wie Körperkraft oder Höhentauglichkeit gefordert sein.
Seit den 1980er Jahren hat sich das Anforderungsprofil an den Hafenarbeiter grundsätzlich verändert. Für das Führen bestimmter Flurförderfahrzeuge sind Ausbildungen zum Hafenfacharbeiter und technische Scheine vorgeschrieben. Der klassische Hafenarbeiter, der körperlich belastbar sein sollte, ist heute nur noch selten in dieser Form gefragt. Vielmehr spielen auch geistige Fähigkeiten und Kombinationsvermögen (für logistische Abläufe) eine große Rolle. Nicht zuletzt aus diesem Grunde ist die Hafenarbeit heute keine Domäne der Männer mehr. Immer mehr Frauen drängen in den technischen Beruf des Hafenfacharbeiters. Klassische Berufe im Hafen, wie Schauerleute auf Stückgutschiffen, Quartiersleute, Tallymann und Ladungskontrolleur, sind inzwischen weitgehend verdrängt worden und durch andere Berufsbilder und Tätigkeiten ersetzt worden (Containerdisponent, Schiffsplaner, Stellflächenplaner etc.). Nach wie vor gibt es aber auch Arbeiten, die mit starker physisch-körperlicher Belastung verbunden sind (siehe Bildbeispiel: Container-Laschen an Bord von Seeschiffen durch Stauereiarbeiter).
In Belgien darf Hafenarbeit in einem Hafengebiet nur von sogenannten „anerkannten Hafenarbeitern“ ausgeführt werden. Die bestimmten Bedingungen und Modalitäten unterliegende Anerkennung obliegt einem aus Arbeitgeber- und den Arbeitnehmervertretern bestehenden Ausschuss. Nach ihrer Anerkennung werden die Hafenarbeiter in einen Hafenarbeiterpool aufgenommen. Die Regelung wurde von Louis Major eingeführt.

## Geschichte

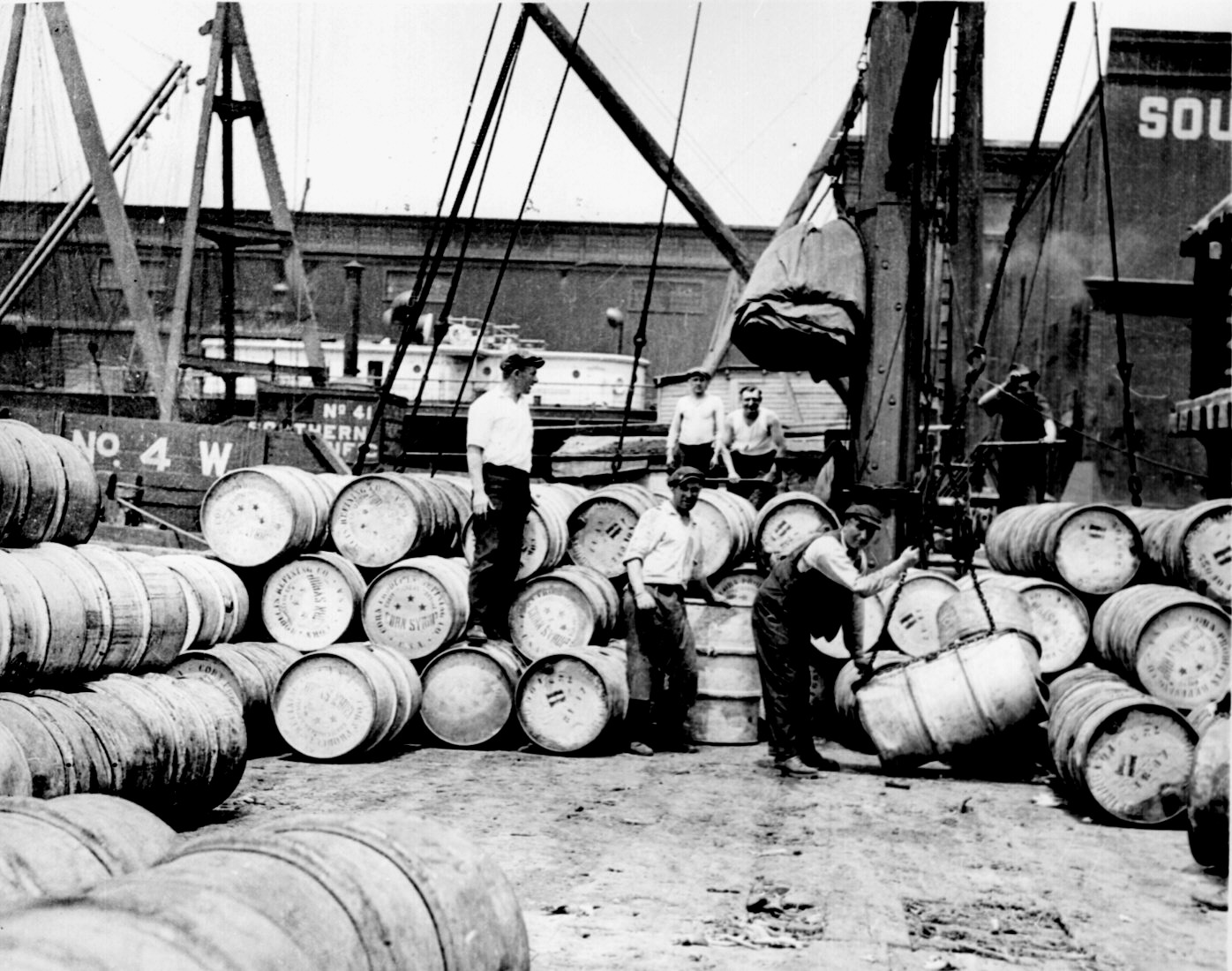
Hafenarbeiter an einem Dock in New York City (um 1912)

Bis zur Containerisierung, die ab der Mitte des 20. Jahrhunderts einsetzte und die dazu geführt hat, dass der Schiffsverkehr heute fast ausschließlich standardisierte Container transportiert, waren weltweit Millionen von Hafenarbeiter notwendig, um die Säcke, Kisten und Fässer, die per Schiff transportiert wurden, in die Schiffe zu verladen oder aus den Schiffen an die Piers zu bringen und von da aus zu den Lagerhäuser zu transportieren. Im Hamburger Hafen gehörten gegen Ende des 19. Jahrhunderts 15 verschiedene Berufsgruppen zur Hafenarbeiterschaft. Nach der größten Gruppe der Schauerleute fielen die Ewerführer zahlenmäßig ins Gewicht. Sie besorgten den Transport der Waren auf dem Wasserweg von und zu den Seeschiffen. Dazu dienten ihnen sogenannte Schuten. Obwohl sich die Bedeutung der Ewerführerei seit den 1860er Jahren verringerte, weil die Schiffe zunehmend nicht mehr „im Strom“, sondern an den neu gebauten Kais be- und entladen wurden, stellte dieses Gewerbe den wichtigsten Zweig der Hamburger Hafenschifffahrt. Selbst am Kai vertäute Schiffe wurden wasserseitig von Ewerführern gelöscht und beladen, damit die für Reeder unproduktive Liegezeit möglichst kurz blieb. Auch die Kaiarbeiter waren eine große Berufsgruppe. Ihre Verantwortung lag in der Verladung von Frachtgut aus den Schiffen in die Lagerhäuser an den Kais oder auf Fuhrwerke beziehungsweise in Eisenbahnwagen zum sofortigen Weitertransport. Speicherarbeiter bewegten die Waren in den Lagern und beluden die Schuten, die die Waren zu den Schiffen brachten. Neben diesen Berufsgruppen gab es weitere wie Hanfarbeiter, Kohlearbeiter, Getreidearbeiter (Getreideträger), Kesselreiniger, Schiffsreiniger, Schiffsmaler und Maschinisten.
Wie seit Anbeginn der Schifffahrt war die Arbeit fast ausschließlich von der Körperkraft der Arbeiter abhängig. Eine Mechanisierung oder ein von Maschinen unterstützter Transport in die Schiffe blieb bis in die erste Hälfte des 20. Jahrhunderts weitgehend aus, weil das Stückgut zu unterschiedlich war, um daraus Effizienzsteigerungen zu gewinnen.

### Arbeitsalltag

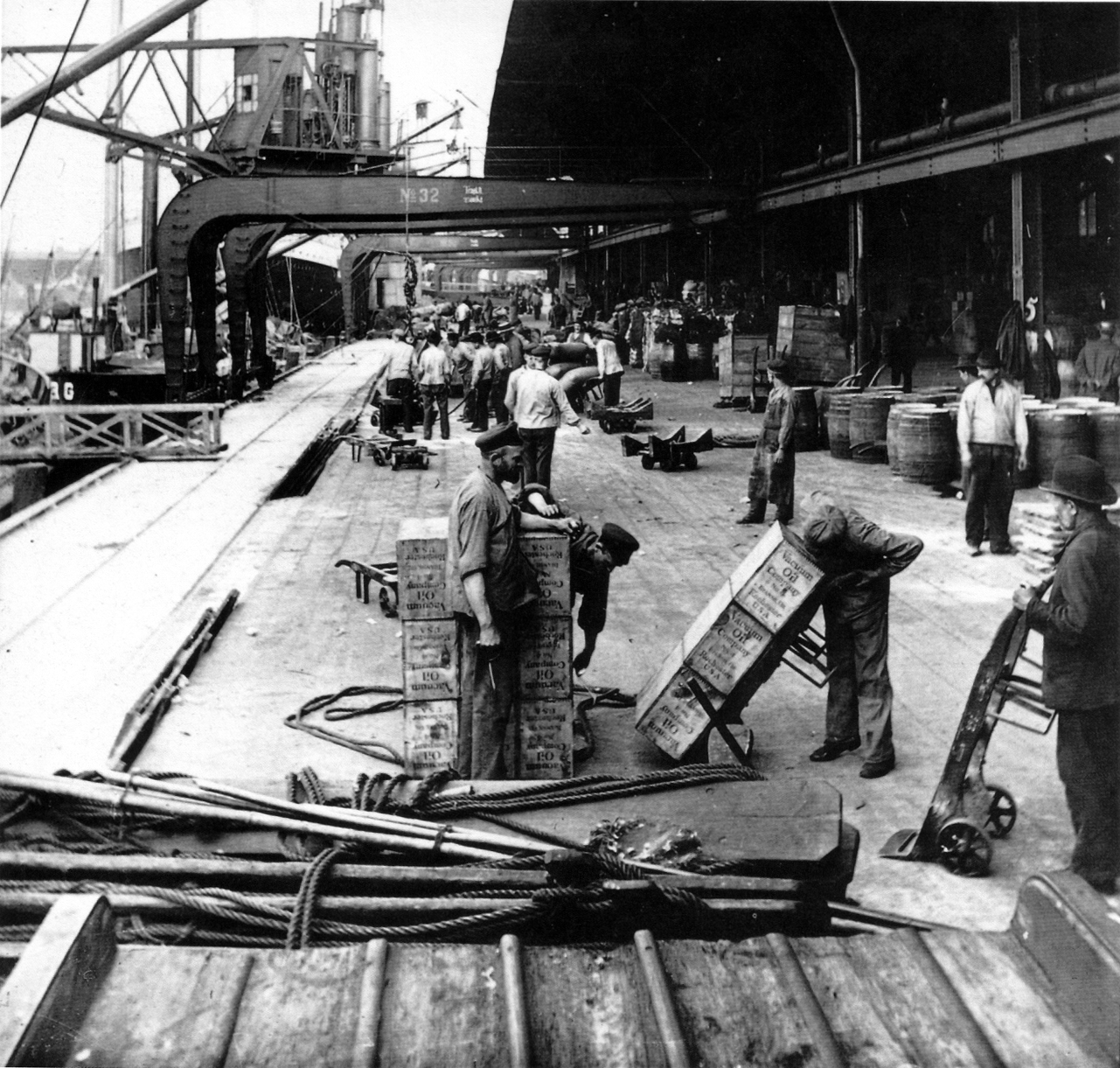
Hafenarbeiter an einer Anlegestelle im Hamburger Hafen im Jahr 1900

Hafenarbeiter in New York beim Transport von Bananenstauden, ca. 1941/1942

War ein Schiff ladebereit, wurde jedes einzelne Transportstück aus dem Zwischenlager geholt, nochmals gezählt und auf einem Prüfblatt vermerkt und dann einzeln ins Schiff transportiert. Anlegestellen von Schiffen, die beladen wurden, kennzeichneten sich deshalb häufig durch eine Vielzahl abgestellter Kisten, Kartons und Fässer, die darauf warteten, im Laderaum verstaut zu werden. Ihre arbeitsintensive Verladung war Aufgabe der Hafenarbeiter. Die Entladung war nicht weniger kompliziert, arbeitsaufwendig und körperlich fordernd. Ankommende Schiffe bargen in ihren Laderäumen sehr unterschiedliches Frachtgut, das entsprechend verschieden entladen werden mussten: 40 Kilo schweren Bananenstauden wurden typischerweise über Laufplanken einzeln auf dem Rücken aus den Frachträumen getragen. 60 bis 69 Kilogramm schwere Kaffeesäcke dagegen wurden erst auf Paletten aufgeschichtet, dann über Winden an die Kaianlage gebracht und von dort wieder einzeln weitertransportiert.
Gabelstapler, die in der Industrie seit 1920 gebräuchlich waren, wurden ab 1950 auch im Hafenbereich eingesetzt, um beispielsweise Paletten von den Lagerhäusern zu den Anlegestellen zu bringen und einige Häfen verfügten auch über Transportbänder, mit denen Säcke gefüllt mit Kaffeebohnen und Kartoffeln oder Bananenstauden zwischen Hafenkai und Laderaum transportiert wurde. Selbst mit diesen Hilfsmitteln blieb die Arbeit der Stauer, wie diese Hafenarbeiter genannt wurde, jedoch körperlich außerordentlich fordernd. Stauer mussten sich dabei mit sehr unterschiedlichen Frachtgut umgehen können: Morgens entluden sie kleine Kartons mit empfindlichen Südfrüchten, nachmittags mussten sie tonnenschwere Stahlkabel entladen. Die Unfallgefahr bei dieser Arbeit war ausgesprochen hoch. In der französischen Hafenstadt Marseille kamen zwischen 1947 und 1957 47 Stauer durch Arbeitsunfälle ums Leben. In Manchester, einer wichtigen Hafenstadt im Schiffsverkehr mit Amerika erlebte im Jahr 1950 jeder zweiter Stauer einen Arbeitsunfall. Jeder sechste Stauer war wegen eines Arbeitsunfalls zu einem Krankenhausaufenthalt gezwungen.
Die arbeitsintensive Verladeweise hatte mehrere Konsequenzen. Schiffstransport war teuer, so dass ein internationaler Handel nur für weniger Güter interessant war. Schiffe hatten auch vergleichsweise lange Liegezeiten im Hafen, so dass Investitionen in größere Schiffe oder bessere Kaianlagen sich kaum lohnten. Analysten schätzten, dass 60 bis 75 Prozent der Frachtkosten durch die Form der Be- und Entladung entstanden.

### Anheuern
Hafenarbeit war in vielen Regionen der Welt bis zur Mitte des 20. Jahrhunderts Gelegenheitsarbeit, die Chance auf  Arbeit war von der Zahl der im Hafen liegenden Schiffe bestimmt. Tage, die allen Arbeitern Beschäftigung boten, weil ein Schiff mit verderblicher Ware be- oder entladen werden musste, wechselten mit Tagen, in denen es für keinen Beschäftigung gab. Hafenarbeiter mussten jeden Tag miteinander darum konkurrieren, angeheuert zu werden. Die Form, in der diese Anheuerung geschah, unterschied sich dabei nur geringfügig in den einzelnen Hafenstädten der Welt. In Marseille begann der typische Tag eines Hafenarbeiter im Jahre 1947 um 6 Uhr 30 am Morgen auf dem Place de la Juliette, wo die Arbeiter darauf warteten, von einem der Vorarbeiter für seine Gang ausgewählt wurden. In San Francisco warteten Hafenarbeiter auf einem Bürgersteig in Nachbarschaft des Ferry Buildings darauf angeheuert zu werden. In Liverpool versammelten sich heuerbereite Hafenarbeiter an einer bestimmten Stelle der Liverpool Overhead Railway.
Die Form der tageweise Beschäftigung machte den Prozess des Anbietens und Anheuerns einer Arbeitskraft sehr korrumpierbar. Hafenarbeiter mussten erleben, dass sie keine Arbeit fanden, wenn sie beispielsweise nicht bereit waren, dem anheuernden Vorarbeiter einen Teil ihres Gehaltes als Bestechungsgeld zu zahlen, wenn sie nicht Mitglied einer bestimmten Gewerkschaft waren oder die falsche Hautfarbe hatten. In Hamburg fand die Anwerbung von Arbeitern häufig in Hafenkneipen statt. Die Chance auf Beschäftigung war damit abhängig vom Verzehr und von der persönlichen Beziehung zu Wirten und Agenten. Reeder und Kaufleute wählten die im Hafen benötigten Arbeitskräfte nicht mehr selbst aus, sondern beauftragten damit Zwischenunternehmer, die sogenannten Baase und ihre Vorarbeiter, Vizen genannt. Der Druck von Gewerkschaften aber auch von Regierungsbehörden änderte in der ersten Hälfte des 20. Jahrhunderts in vielen Regionen der Welt die Anheuer-Praxis etwas.

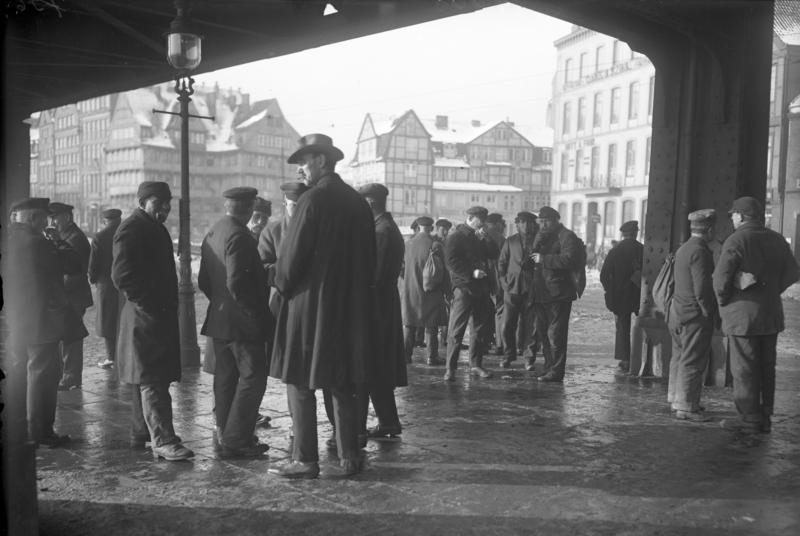
Arbeitslose Hafenarbeiter auf Abruf bei der Straßen-Arbeitsvermittlung am Baumwall, Hamburg, 1931

Im Hamburger Hafen zogen Unternehmer bereits nach dem Hamburger Hafenarbeiterstreik 1896/97 den Schluss, dauerhafte Arbeitsplätze anzubieten, um sich auf diese Weise eine höhere Loyalität der Arbeitskräfte zu sichern und um die Identifikation der Arbeiter mit der Tätigkeit und dem Betrieb zu stärken. Zumindest aber wollten sie über solche Arbeitskräfte verfügen, die vor einem Streik länger zurückscheuten, weil der Verlust eines Dauerarbeitsplatzes ein deutlich höheres Risiko barg als der Verlust einer nur tageweisen Beschäftigung. Vorreiter dieser Entwicklung waren die Kohlenimporteure und die HAPAG sowie ab 1906 die Hafenunternehmen, die sich zum Hafenbetriebsverein zusammenschlossen und denen es gelang, fast die gesamte Arbeitsvermittlung im Hafen durch ihren Arbeitsnachweis unter ihre Kontrolle zu bringen. Dieser Arbeitsnachweis wurde vor dem Ersten Weltkrieg zu einer Bastion der Unternehmermacht im Hafenbetrieb und zum größten Arbeitsvermittlungssystem in Deutschland. An der Pazifikküste der USA verloren Arbeitgeber nach einem langen und erbitterten Streik im Jahre 1934 ihr Recht, ihre Hafenarbeiter selbst auszuwählen. Danach wurde die Reihenfolge, in der die verfügbaren Hafenarbeiter eingestellt wurde, jeden Morgen durch ein öffentliches Ziehen der Dienstmarkennummern ausgelost. Ähnliche Entwicklungen gab es nach Ende des Zweiten Weltkrieges in Großbritannien, Neuseeland, Frankreich und Australien, wo Behördenstellen die Vermittlung der Arbeiter übernahmen. In Rotterdam führten erbitterte Streiks der Hafenarbeiter in den Jahren 1945 und 1946 dazu, dass Arbeitgeber zunehmend begannen, die benötigten Hafenarbeiter fest einzustellen. Im Jahr 1952 arbeiteten in diesem Hafen bereits die Hälfte der Hafenarbeiter nur für eine Firma.

### Soziale Aspekte
Die arbeitsintensive Verladeweise führte auch dazu, dass es bis weit ins 20. Jahrhundert in allen großen Hafenstädten der Welt in der Nähe des Hafens Viertel gab, deren Bevölkerung von Haushalten dominiert wurde, die ihr Einkommen durch solche Ladearbeiten verdienten. In Hamburg war ein solches Viertel das Gängeviertel, das allerdings schon im 20. Jahrhundert in Folge der Cholera-Epidemie von 1892 und des Hamburger Hafenarbeiterstreiks von 1896/1897 einen starken Umbau erlebte. In New York gab es 1951 51.000 Hafenarbeiter, in London zur selben Zeit etwa 50.000, die alle in Hafennähe lebten. In Manchester lebten nach dem Ende des Zweiten Weltkriegs 54 Prozent der Hafenarbeiter innerhalb einer Meile von den Kaianlagen, im Süden Brooklyns war jeder sechste erwerbstätige Mann entweder als Hafenarbeiter oder LKW-Fahrer beschäftigt.

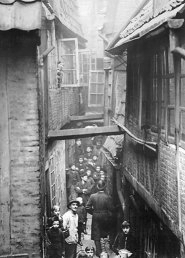
Gängeviertel, Hamburg, 1893

Die Besonderheiten der Hafenarbeit schuf eine sehr eigene Kultur. Da Hafenarbeiter selten länger für einen einzelnen Arbeitgeber arbeiteten, galt ihre Solidarität meist ihren Kollegen. Typisch für Hafenarbeiter war lange Zeit das unregelmäßige Einkommen und eine mitunter prekäre soziale Situation. In London waren Stauer bis zum Jahr 1960 nicht rentenberechtigt. An den Anheuerstellen erschienen deshalb regelmäßig auch Männer in einem Alter von mehr als 70 Jahren, die auf eine körperlich nicht zu anstrengende Arbeit hofften. Der Stundenlohn lag jedoch gewöhnlich über dem, was andere Arbeiter in ihrer jeweiligen Region je Stunde verdienten. Die Geschichte der Hafenarbeiter ist deshalb insbesondere ab der zweiten Hälfte des 19. Jahrhunderts bis weit ins 20. Jahrhundert von Streiks und Auseinandersetzungen geprägt, die auf die Verbesserung ihrer Arbeitsbedingungen abzielten.
Hafenarbeiter zu sein war häufig Familientradition. In Antwerpen hatten 58 Prozent der Hafenarbeiter Väter, die bereits in diesem Beruf gearbeitet hatten. In Manchester war dies bei drei Viertel der Arbeiter der Fall und von den übrigen waren viele mit Töchtern von Hafenarbeitern verheiratet. Der britische Premier Harold Macmillan, der sich 1962 mit einem weiteren Hafenarbeiterstreik konfrontiert war, witzelte:

„Die Hafenarbeiter waren schon immer schwierige Leute, die Väter wie die Söhne, die Onkel wie die Neffen. Wie im House of Lords ist dies erblich und Intelligenz keine Voraussetzung.“

Tatsächlich war das Ansehen von Hafenarbeitern sehr schlecht. In einer britischen Umfrage aus dem Jahr 1950, in dem die Befragten 30 unterschiedliche Berufe nach ihrem Ansehen einstufen sollte, landete Hafenarbeiter auf dem 29. Platz. Nur Straßenfeger genossen noch ein schlechteres Ansehen.
Außenseiter waren in der Welt der Hafenarbeiter nicht willkommen. In London und Liverpool waren es meist Iren, die am Hafen Arbeit fanden, während nicht-weiße Immigranten ausgegrenzt wurden. In den US-amerikanischen Südstaaten waren drei Viertel aller Hafenarbeiter schwarz, weiße und schwarze Hafenarbeiter gehörten jedoch unterschiedlichen Gewerkschaften an und entluden meist unterschiedliche Schiffe.